# 决战III
《决战III》，是PlayStation 2平台上的决战系列游戏之一，也是《决战II》之后新一部作品。决战系列作是由历史游戏大厂光荣所制作，于2004年12月在PlayStation 2上推出。《决战III》的主要故事由日本战国时代的风云人物织田信长为题材。
《决战III》里的游戏音乐大部分重复引用第一部《决战I》里的旋律，由著名作曲家小六礼次郎担任游戏配乐师。武将的设计有一部分是来自《决战I》，比如《决战I》的主角德川家康、本多忠胜和阿胜，他们的设计和第一部的设计有几分相似。而《信长之野望online》里的人物设计也跟《决战III》一模一样。

## 故事背景

### 序幕
天正十年1582年，就在织田信长领军正要讨伐毛利氏的前一天。在本能寺露宿的那天被某个部下谋反而命落本能寺。但是这一切却仿佛他的灵魂又重返回去他年轻的时候，为了寻找真正的元凶，故事从桶狭间之战再次启程。

### 信长初阵，尾张激战
当时世界大国都踏上君主专制与海洋贸易的年代，而日本才刚刚过了漫长的室町幕府时代。日本经过了应仁之亂，幕府失去权力，各州诸侯（大名）纷纷独立，史上称呼日本战国时代。天文十五年1549年，日本尾张国织田氏当主织田信秀与邻国的斋藤氏和今川氏不合，引起战争。后来织田氏和斋藤氏同盟，目标转向强敌今川氏。今川氏当主今川义元接到幕府将军的邀请，开始领军上洛京都。当时候的织田氏新当主织田信长开始阻止今川义元的上洛，并开桶狭间之战击败今川义元。今川义元战死后，全日本开始注目织田信长，也对织田氏的威力开始防备。

### 美浓攻略，信长上洛
今川义元在桶狭间战死后，其部下松平元康趁机而独立，重建松平氏。改名为德川家康的松平元康，后来和织田信长同盟，一起唱霸天下。这时候归蝶的娘家斋藤氏开始对抗信长。宁愿选择丈夫也不支持自己侄子斋藤龙兴的归蝶，开始和信长一起攻略美浓国。在争斗的期间，信长把自己的亲妹妹织田市许配给浅井氏当主浅井长政。经过几年的战争，斋藤龙兴失去了本城稻叶山城，最后逃荒到近江国投靠朝仓氏。信长在短短的时间里拥有了尾张国、美浓国和三河国。甲斐国的武田信玄也开始对织田氏有所防备。此时，前将军足利义辉的弟弟足利义昭还俗之后与幕臣一色藤长和细川藤孝一同投靠六角氏、若狭武田氏和朝仓氏。但是那些诸侯国都不肯收留这个落难将军，最后足利义昭选择了织田信长。织田信长也决定挟天子以令诸侯，协助足利义昭夺取二条御所，并帮他恢复将军职位。信长成功幫助足利义昭取回二条御所后，足利义昭担任幕府将军，信长升职为弹正少忠，成为名义上的副将军。虽然信长成功擁立足利义昭幫助恢复幕府，但是面对着三好氏、松永氏和荒木氏的对抗。同时想利用信长的军事行事的足利义昭也渐渐对信长的我行我素行为而感到不满，足利义昭决定秘密于其他诸侯计划推翻织田信长以恢复亲政的政策计划。

### 姊川狼烟，元龟争乱
由于在足利义昭口中得知朝仓义景要上洛的明智光秀，告诉了信长。信长决定阻止并讨伐朝仓氏，但是跟织田氏同盟的浅井长政却毁约和朝仓义景一起对抗信长。羽柴秀吉为了就出信长，展开了著名的“金崎殿后”以作为先锋保护信长撤军。信长回京了半路却被敌军流弹击中，从此卧床不起。就在众人忧虑万分的时候，明智光秀却趁机试图“夺权”。就在此时，信长苏醒了。在信长得鼓舞之下，众人都有信心和朝仓氏对战。由于朝仓氏已经占领了京都，信长决定夺回京都，并和德川家康一起联合对抗朝仓氏和浅井氏。双军在姐川之战展开大战，最后朝仓氏和浅井氏战败而逃荒回城。
元龟元年1570年，足利义昭开始实行他的阴谋。他召集了三好三人众、一向宗教派和朝仓氏等人对抗信长，就连甲斐国的武田信玄也开始向京都上洛，这是日本战国著名的“信长包围网”。首先应付的敌人正是占领了野田城和福岛城的三好氏。信长毫不犹豫得立即讨伐三好氏，命令森可成留守近江国坂本城。经过两天的战争，三好氏被击退，逃到阿波国防守。此时的森可成却在坂本城被浅井氏攻击，不幸中枪身亡。在次子森兰丸的报告之下，信长决定为森可成报仇。信长开始向浅井氏和朝仓氏开战，双军在佐和山城展开大战。浅井氏和朝仓氏在佐和山城大败后，从此失去了作战实力。与此同时，多闻山城的松永久秀却趁机谋反。信长立即派兵压制松永久秀，最后松永久秀献上他的珍藏茶具九十九发茄子等以作为赔偿，在信长饶恕之下松永久秀再次投降织田氏。
话说武田信玄受到足利义昭的指令，决定领兵前往京都上洛。但路途中先后击败了德川家康的城池，德川家康惨败回城。武田信玄继续进攻野田城，敌军就要到达尾张国，信长不得不开始抵抗武田氏的武田氏精锐骑马队。在三河展开决战的武田信玄信心饱满地攻击织田氏，但是信长却没有因此而放弃。双军经过了几天的奋斗，武田氏受到击大的损失。原以为能轻易胜利的武田信玄败在一个后生小辈，严重打击的他愧恨交加，气急之下连连吐血。信玄知道自己气数将尽。就在撤军的半路武田信玄交待了遗言，命令武田氏保守秘密，等三四年后才公布他的死亡。武田信玄最后双目圆睁，断断续续地要求家臣要把武田氏军旗插到京都。武田信玄最后头一歪断气了，身旁众人都嚎啕大哭起来。此时柴田胜家要求信长派兵追击武田氏，但是武田氏援军到来。信长也暂时撤兵回城，双军暂时以停战的协定停止了这次的战争。
足利义昭精心策划的信长包围网被打破了，参与信长包围网的几家势力都被信长一一击败。足利义昭不得不自己面对信长，他召集了所有军队的力量希望和信长决一死战。足利义昭纵容斋藤龙兴在京城作恶，京都百姓民不聊生。看到幕府的状况，细川藤孝等人忧心忡忡地劝阻足利义昭，但是足利义昭却信心饱满地声称自己有必胜之策。除了幕府的恶行之外，由于要推翻幕府的信长也受到诸侯们的不满，但是在明智光秀的建议之下，信长决定要推翻衰败的幕府。虽然足利义昭有必胜之策，但是最终还是被信长击败。最后足利义昭被信长追放到備後国，室町幕府正式宣布灭亡。

## 登场人物

### 自军武将
(织田家/织田军)
- 织田信长（声：置鲇龙太郎）－本游戏主人公，尾张大名织田信秀的长子。以天下统一为目标而展开他的野望之旅。
- 归蝶（声：久川绫）－原名叫齋藤歸蝶，别名浓姬。美浓大名齋藤道三的次女，當美浓和尾张缔结同盟后，嫁給信长为妻。
- 明智光秀（声：绿川光）－本游戏的大反派，原本是齋藤氏家臣，主家灭亡后他和足利义昭等人投靠朝仓氏直到投靠信长。他深得信长的欣赏，但后来他背叛信长，最后成为信长的最终敌人。
- 羽柴秀吉（声：伊藤健太郎）－本名木下藤吉郎，是信长的家臣之一。对信长忠心耿耿，爱上信长的妹妹阿市。担任过长滨城、姬路城城主。是未来的太閤丰臣秀吉，大坂开拓者。
- 柴田胜家（声：立木文彦）－有“鬼之柴田”的称号，是织田信秀的家臣。后来和林通勝等人反抗信长，被信长打败后投降信长。后来担任北庄城城主，主要对抗越后国大名上杉谦信。
- 前田利家（声：高木涉）－信长的家臣之一，善用枪法。后来担任柴田胜家的参谋与副将军。
- 丹羽长秀（声：高塚正也）－信长的家臣之一，同时也是信长的谋士之一。
- 吉乃（声：佐藤朱）－貧農之女，早年喪失雙親，大德寺南光坊天海的徒弟，精通天文地理和阴阳法术。被秀吉的说服下，加入织田军协助信长。历史上原型为信长的妻子生驹吉乃，是生驹家宗的长女，但是却比归蝶早逝。
- 阿玛丽亚（声：金月真美）－西班牙的贸易队队长，受堺町商人的委托，和信长对抗。后来投降信长，忠心耿耿协助信长成就大业。
- 森可成（声：大场真人）－信长的谋士之一，织田氏老臣之一，同时也是森长可和森兰丸的父亲。在近江坂本和浅井长政决斗的时候被斋藤龙兴射击中枪身亡。
- 森长可（声：菅沼久义）－森可成的长子，因弟弟森兰丸在本能寺战死，他前来协助信长为他弟弟报仇。
- 森兰丸（声：森田成一）－森可成的次子，父亲死后，他协助信长。但后来为了保护信长而战死在本能寺。
- 蜂须贺小六（声：川津泰彦）－蜂须贺军首领，是羽柴秀吉的好友。和秀吉一起加入织田军。
- 黑田官兵卫（声：立木文彦）－秀吉的谋士之一，曾为了说服荒木村重而独自前去，但却被软禁。最后羽柴秀吉领军解救，才得以救出荒木村重的奸计。
- 阿市（声：金月真美）—織田信長之妹，淺井長政之妻，在淺井家滅亡後回歸織田家，上級難度長篠之戰過關後可使用。

（松平氏/德川氏）
- 德川家康（声：伊藤健太郎）－本名松平元康，幼名叫竹千代，父亲为松平氏前当主松平广忠。德川家康小时候是信长幼年时的朋友，后来成为盟友。原本是今川氏家臣，今川义元战死后他和众臣反抗今川氏。和信长同盟，一起唱霸天下。是未来的江户时代之父，德川幕府开拓者。第一代《决战》主人公。
- 本多忠胜-德川氏家臣，也是“德川四天王”之一。
- 阿胜-德川氏女忍者。
- 榊原康政-德川氏家臣。“德川四天王”之一。
- 酒井忠次-德川氏家臣。
- 大久保忠世-德川氏家臣。
- 石川数正-德川氏家臣。
- 鸟居元忠-德川氏家臣。
- 平岩亲吉-德川氏家臣。

### 敌方武将
(足利幕府)
- 足利义昭－室町幕府第十五代征夷大將軍,前任将军足利义辉的弟弟。因为兄长被松永久秀和三好三人众谋杀，并和家臣一色藤长、细川藤孝等人投靠朝仓义景，但朝仓义景拒绝收留，最后被信长收留并协助他恢复将军之职位。在信长的協助下足利义昭在1568年进入京都而正式成為征夷大將軍。因信长我行我素的执政，开始和足利义昭产生不和关系，所以足利义昭开始诏令众诸侯一起对抗信长，并成为点燃信长包围网的主谋。
- 一色藤长－幕臣，足利义昭的谋士之一，多次为义昭赐计。最后被明智光秀斩死。
- 细川藤孝－幕臣，足利义昭的谋士之一，细川氏当主。

（西班牙军）
- 佩德罗-西班牙密使，受西班牙国王腓力二世的指令调查日本，最后和足利义昭一起联合对抗信长。

（三好氏）
- 三好长逸-三好三人众笔头，和松永久秀一同在永禄之变杀死足利义昭之兄足利义辉，之后归顺织田信长。但是在足利义昭的邀请下，背叛织田信长。
- 三好政康-三好三人众之一。
- 岩成友通-三好三人众之一。
- 三好康长-三好氏一族。
- 三好政胜-三好氏一族。
- 蓧原长房-三好氏一族。
- 十河存保-三好氏一族。
- 安宅信康-三好氏一族。

（武田氏）
- 武田信玄-甲斐国武田氏当主，原名武田晴信。号称“甲斐之虎”，日本战国著名影武者，以“风林火山”闻名。元龟二年受到足利义昭的指令并前往京都上洛。先后击败德川家康，后来在三河之战被织田信长击倒，最后回城半路病逝。
- 武田信廉-武田信玄之弟，武田氏一族。
- 武田胜赖-武田信玄之子，武田信玄病逝后继承家督。发兵攻击明智城被信长击败，在长蓧之战被信长击倒。最后自尽身亡，导致武田氏灭亡。
- 穴山梅雪-武田氏一族。
- 真田昌幸-武田氏参谋之一，真田氏当主。真田幸村的父亲。
- 马场信房-武田氏参谋之一。
- 高坂昌信-武田氏家臣。
- 山县昌景-武田氏家臣。
- 内藤昌丰-武田氏家臣。
- 小山田信茂-武田氏家臣。
- 秋山信友-武田氏家臣。

（朝仓氏）
- 朝仓义景-越前国朝仓氏当主，和浅井氏是世代交情与同盟国。受足利义昭指令，前往京都上洛，被织田信长阻止，并在姐川大战惨败，最后战死。
- 朝仓景健-朝仓氏一族。
- 朝仓景镜-朝仓氏一族。
- 真柄直隆-朝仓氏家臣。
- 前波吉继-朝仓氏家臣。
- 鱼住景固-朝仓氏家臣。

（浅井氏）
- 浅井长政-近江国浅井氏当主，织田市的丈夫。织田氏的同盟国，后来毁约并和朝仓氏联合对抗信长。在姐川大战惨败，最后在小谷城自尽。
- 浅井久政-浅井氏前当主，浅井长政之父。
- 海北纲亲-浅井氏家臣，“浅井三将”之一。
- 雨森弥兵卫-浅井氏家臣，“浅井三将”之一。
- 赤尾清纲-浅井氏家臣，“浅井三将”之一。
- 矶野员昌-浅井氏家臣。
- 远藤直经-浅井氏家臣。

（荒木氏）
- 荒木村重-荒木氏当主，在信长上洛的期间归顺织田氏。但是后来却反叛织田信长并加入足利义昭的信长包围网。
- 荒木元清-荒木氏一族。
- 荒木村次-荒木氏一族。
- 盐河长满-荒木氏家臣。

（松永氏）
- 松永久秀-松永氏当主，后称日本战国“三枭雄”之一。曾经和三好三人众谋杀足利义昭的兄长足利义辉，在织田信长讨伐的时候投降织田军。但是却三番两次谋反织田信长，信长以多次不处置他的方式诚心想说服他归顺。最后松永久秀战败，在本城和自己心爱的茶碗“平蜘蛛”一起爆炸自杀身亡。
- 松永久通-松永氏一族。
- 松永长赖-松永氏一族。
- 奥田忠高-松永氏家臣。
- 结城忠正-松永氏家臣。
- 高山右近-松永氏家臣。
- 冈国高-松永氏家臣。

（毛利氏）
- 毛利辉元-日本霸主与长州藩，毛利元就长子毛利隆元的儿子，在足利义昭的邀请下，参与反对信长上洛的群雄之一。
- 吉川元春-毛利元就的次子，毛利氏一族。
- 小早川隆景-毛利元就的三子，毛利氏一族。

（斋藤氏）
- 斋藤龙兴-斋藤氏当主，美浓国守护。斋藤义龙之子，归蝶的侄子。斋藤氏被信长攻破后，投靠朝仓义景，最后在战争中战死。
- 斋藤利三-斋藤氏家臣，斋藤氏一族。主家灭亡后，投靠明智光秀。
- 安藤守就-斋藤氏家臣，美浓国三人众之一。
- 氏家卜全-斋藤氏家臣，美浓国三人众之一。
- 不破光治斋藤氏家臣。
- 日根野弘就-斋藤氏家臣。
- 竹腰尚光-斋藤氏家臣。

（伊贺忍者）
- 百地丹波－伊贺忍者首领，多次受幕府的命令而反抗织田军。

（今川氏）
- 今川义元-今川氏当主,日本战国前三雄之一，在上洛途中被织田信长突击，死于桶狭间。
- 朝比奈泰朝-今川氏家臣。
- 鹈殿长照-今川氏家臣。
- 三浦义就-今川氏家臣。
- 饭尾乘连-今川氏家臣。
- 冈部元信-今川氏家臣。
- 横江孙八-今川氏家臣。

（犬山织田氏）
- 织田信清-织田信长的纵兄弟，犬山城城主。
- 织田信安-织田信长的叔父。
- 织田信贤-织田氏一族。
- 织田宏良-织田氏一族
- 和田新助-犬山织田氏家臣。
- 中岛丰后-犬山织田氏家臣。

（山口氏）
- 山口左马助-山口氏当主，谋反织田氏，后来跟今川氏一起对抗织田信长。
- 山口九郎次郎-山口氏一族。

（反信长军）
- 柴田胜家-织田氏前家臣。后来和林通勝等人反抗信长，被信长打败后投降信长。
- 林秀贞-织田氏前家臣，别名叫作林通胜，反信长军一伙。
- 林美作-织田氏前家臣，反信长军一伙。
- 吉田次兵卫-织田氏前家臣，反信长军一伙。
- 佐久间盛次-织田氏前家臣，反信长军一伙。
- 毛受照昌-织田氏前家臣，反信长军一伙。
- 津津木藏人-织田氏前家臣，反信长军一伙。

### 仕官武将
- 泷川一益-甲賀流忍者，织田氏前家臣，后来和柴田胜家谋反，被织田信长平定后，决定和柴田胜家再投靠织田氏。
- 佐佐成政-原是浪人，后来在村木之战期间加入织田氏。
- 蒲生氏乡-祖父和父亲原是六角氏家臣。后来主家灭亡后，加入织田军。
- 太原雪斋-今川氏禅僧，善德寺住持同时也是今川氏家臣。今川义元战死后，离开今川氏加入织田氏。
- 南光坊天海-大德寺住持，吉乃的师傅，后来加入织田军。
- 阿雪-原型為宇喜多忠家女兒富田信高之妻，在木曾川之戰役後加入織田氏。
- 稻葉一鐵-齋藤氏家臣，美濃三人眾之一，在墨俣防衛戰擊破後加入織田氏。
- 竹中半兵衛-秀吉的谋士之一，曾任齋藤氏家臣，在秀吉的说服下，和叔叔安藤守就一起投靠织田氏。
- 荒木村重-豪族，後來加入織田氏，之後背叛織田氏加入室町幕府方。
- 服部半藏-伊賀流忍者，池田之戰被擊破後加入織田家。
- 岛左近-大和国浪人，担任过简井氏、松永氏和织田氏家臣。后来成为丰臣氏家臣，石田三成的有力家臣。
- 立花訚千代-九州国立花宗茂的妻子，野田福岛之战是在归蝶的邀请下加入织田氏。
- 加藤清正-织田氏、丰臣氏家臣，是羽柴秀吉的一族。
- 福岛正则-织田氏、丰臣氏家臣，是羽柴秀吉的一族。
- 阿安-原型為奧村永福之妻，在佐和山攻防戰之後加入織田氏。
- 可兒才藏-松永氏家臣，在多聞山攻防戰被擊破後加入織田氏。
- 塚原卜傳-劍豪，在京洛之戰單挑擊破後加入織田氏。
- 藤堂高虎-淺井氏家臣，在小谷城攻略戰被擊破後加入織田氏。
- 大谷吉繼-越前國浪人，在織田氏討伐朝倉氏後加入織田氏。
- 快川紹喜-僧侶，三河決戰後加入織田家。
- 桑切斯-葡萄牙贸易商人，以寻找名主为目的，最后加入了织田氏。
- 五右衛門-盜賊，明智城救出戰被擊破後加入織田氏。
- 山中鹿之助-尼子氏家臣，在明石之戰後加入織田氏。
- 宮本武藏-劍豪，在木津川口合戰單挑擊破後加入織田氏。
- 柳生宗嚴-劍豪，在松永討伐戰單挑擊破後加入織田氏。
- 前田慶次-《戰國無雙》聯動武將
- 稻姬-《戰國無雙 猛將傳》聯動武將
- 風魔小太郎-忍者，特典武將。
- 千利休-茶人，特典武將。
- 阿松-前田利家之妻，特典武將。

### 非游戏登场人物
- 斋藤道三-斋藤氏当主，归蝶与斋藤义龙的父亲，斋藤龙兴的祖父。是日本战国“三枭雄”之一，织田信长的岳父。原本是豪商，后来成为美浓国守护。最后被其子斋藤义龙谋杀。
- 路易斯·弗洛伊斯-葡萄牙天主教传教士，曾经向信长介绍地球仪，让信长了解日本外界的知识与工业发展。同时也是《日本史》和《日欧比较文化》的作者。
- 腓力二世-西班牙国王，也是西班牙历史上最强盛时期的统治者。

## 外部連結
- （日語）決戰Ⅲ公式 （页面存档备份，存于）